# Мародёры (Marvel Comics)
Мародёры (англ. Marauders) — группа суперзлодеев в комиксах компании Marvel Comics. Созданные Крисом Клэрмонтом, Джоном Ромита-мл. и Дэном Грином, они впервые появились в комиксе The X-Men #210 в октябре 1986.
Банда мутантов, известная как «Мародёры», впервые была собрана в XIX веке. Слуги-воины были результатами смелых экспериментов Натаниэля Эссекса.
Позже Гамбит по указанию уже ставшего Злыднем Эссекса собирает новую группу в противовес Людям Икс.
Гамбит покидает группу после резни Морлоков.

## Состав
- Арклайт (Arclight (Philippa Sontag))
- Блокбастер (Blockbuster (Michael Baer))
- Ганс (Hans)
- Гарпун (Harpoon (Kodiak Noatak))
- Мелис (Malice)
- Призма (Prism)
- Скорость (Riptide (Janos Questad))
- Саблезуб (Sabretooth (Victor Creed))
- Охотник за скальпами (Scalphunter (John Greycrow))
- Шифратор (Scrambler (Kim Il Sung))
- Головокружение (Vertigo)
- Гамбит (Gambit (Remy LeBeau))
- Леди Повелительница Разума (Lady Mastermind)
- Красный Омега
- Дэдпул
- Леди Смертельный Удар
- Росомаха
- Злыдень
- Мистик (Mystique)
- Солнечный огонь

## Альтернативная версия
Согласно версии, представленной в мультфильме «Халк против», Мародёры — то же, что и Люди Икс, с той только разницей, что все они злые, опасные и вредные. Их группу создал зловещий профессор Торнтон. В её состав входят:
- Дэдпул
- Саблезубый
- Леди Шок
- Красный Омега

Что касается Росомахи, то он одно время был членом команды, но затем вырвался из-под контроля Торнтона, покалечил его и сбежал. С тех пор между ним и Мародёрами — смертельная вражда.